# Anelia Nuneva
Aneliya Vechernikova, nascida Nuneva (em búlgaro:  Анелия Нунева) (n. 30 de junho de 1962) é uma antiga atleta búlgara, especialista em provas de velocidade pura. 
Na final de 100 metros dos Jogos Olímpicos de 1988, partiu no corredor 4 ao lado da grande favorita Florence Griffith-Joyner. Conseguiu ameaçar a norte-americana até aos setenta metros, quando, subitamente, sofreu uma distensão muscular. Tentou desesperadamente chegar ao final da prova, cortando a meta em último lugar e contraindo uma grave lesão que a afastou das pistas durante bastante tempo. Voltou a competir nos Jogos Olímpicos de 1992, em Barcelona, terminando em sexto lugar. Os grandes momentos da sua carreira foram a obtenção de medalhas de prata nos Campeonatos da Europa de 1986 e nos Campeonatos Mundiais em Pista Coberta de 1987.

## Recordes pessoais
Outdoor
| Prova      | Tempo   | Data                  | Local           |
| ---------- | ------- | --------------------- | --------------- |
| 100 metros | 10,85 s | 2 de setembro de 1988 | Sófia, Bulgária |
| 200 metros | 22,01 s | 16 de agosto de 1987  | Sófia, Bulgária |

Indoor
| Prova               | Tempo  | Data                    | Local           |
| ------------------- | ------ | ----------------------- | --------------- |
| 50 metros (em sala) | 6,12 s | 27 de janeiro de 1995   | Moscovo, Rússia |
| 60 metros (em sala) | 7,03 s | 22 de fevereiro de 1987 | Liévin, França  |